# Ferdinando Nelli Feroci
Ferdinando Nelli Feroci (Pisa, 18 dicembre 1946) è un ambasciatore italiano, commissario europeo per l'industria e l'imprenditoria nella Commissione Barroso II nel 2014.

## Biografia
È figlio dell'avvocato Enrico Nelli Feroci che è stato proprietario dell'hotel Nettuno, poi venduto all'Università di Pisa che ne ha fatto una residenza per studenti.

### Formazione
Ferdinando Nelli Feroci si è laureato in giurisprudenza all'Università di Pisa nel luglio del 1970 e ha conseguito un master in relazioni internazionali presso la Società Italiana per l'Organizzazione Internazionale a Roma l'anno successivo.

### Carriera diplomatica
Dal novembre 1972 inizia la sua carriera diplomatica. Tra il 1973 e il 1976 è secondo segretario presso la Direzione Generale per gli Affari Politici del Ministero degli Affari Esteri. Nel 1976 diventa Primo Segretario per gli Affari Economici e Sociali e viene assegnato alla Rappresentanza Permanente d'Italia presso le Nazioni Unite a New York fino al 1980, quando è nominato Consigliere Economico e Commerciale dell'Ambasciata d'Italia ad Algeri, incarico che mantiene per tre anni.
Tra il 1983 e il 1985 è Consigliere, Responsabile per le Politiche Interne (Mercato Interno, Siderurgia, Concorrenza) della Comunità Europea presso la Direzione Generale per gli Affari Economici del Ministero degli Affari Esteri, mentre nel periodo 1986-91 svolge l'incarico di Corrispondente Europeo e Responsabile per la Cooperazione Politica Europea, Direzione Generale degli Affari Politici del Ministero degli Affari Esteri.
Torna in ambasciata, questa volta a Parigi come Primo Consigliere dal 1991 al 1995 e poi come Ministro Consigliere a Pechino tra il 1995 e il '98.
Nel 1998 viene richiamato in Italia per assumere l'incarico di Consigliere Diplomatico del Vicepresidente del Consiglio dei Ministri e Ministro della Cultura Walter Veltroni.
Tra il 2000 e il 2004 è Vice Direttore Generale per l'Integrazione Europea al Ministero degli Affari Esteri, poi Direttore Generale per l'Integrazione Europea nel biennio successivo. Nel 2006 è promosso al grado di Ambasciatore e dal 2006 al 2008 è Capo di Gabinetto del ministro degli affari esteri Massimo D'Alema.
Nel quinquennio 2008-2013 ricopre l'incarico di rappresentante permanente d'Italia presso l'Unione europea.
Lasciati gli incarichi diplomatici, diventa presidente dell'Istituto Affari Internazionali dal luglio 2013 e dal febbraio 2014 anche di Simest. Nel febbraio 2025 l'Ambasciatore Michele Valensise gli succede alla presidenza dell'Istituto Affari Internazionali.

### Commissario europeo
Nel giugno 2014 è indicato dal governo Renzi per sostituire Antonio Tajani, eletto membro del Parlamento europeo nelle elezioni europee del 2014, come Commissario europeo dell'Italia. Il presidente José Barroso gli conferisce il medesimo portafoglio del predecessore, quello per l'industria e l'imprenditoria.
Dopo essere stato ascoltato in audizione dalle competenti commissioni del Parlamento europeo il 14 luglio, il 16 luglio la sua nomina viene approvata dalla plenaria. Il giorno successivo, giunta anche l'approvazione del Consiglio, ha potuto assumere l'incarico, che ha mantenuto fino al termine del mandato della Commissione Barroso II fissato per il 1º novembre 2014.

### Attività accademiche
Nel corso della sua carriera ha anche svolto delle attività accademiche presso prestigiose istituzioni nazionali ed internazionali. In particolare è stato fellow presso il Center for International Affairs dell'Università di Harvard (1985-86), professore a contratto presso l'Istituto Universitario Orientale di Napoli (1988-89) e docente a contratto alla School of Government della Università LUISS di Roma (2013-2014).
È membro del Comitato Direttivo dell'Istituto Affari Internazionali (IAI) dal 2003 e della Società italiana per l'organizzazione internazionale (SIOI) dal 2006.

## Pubblicazioni
È autore di numerosi articoli specialistici in materia di Politica Europea e Internazionale (“Affari
Esteri”, “Dossier Europe”, “Politica Internazionale”, “The International Spectator” ecc.)